# Kirsten McCann
Kirsten McCann (* 25. August 1988) ist eine südafrikanische Leichtgewichts-Ruderin. Zusammen mit Ursula Grobler gewann sie 2015 als erste südafrikanische Ruderin eine Medaille bei Ruder-Weltmeisterschaften.

## Sportliche Karriere
Kirsten McCann begann 2001 mit dem Rudersport. Bei den Junioren-Weltmeisterschaften 2005 belegte sie im Doppelzweier den sechsten Platz, 2006 wurde sie im Einer Vierte. 2007 trat Kirsten McCann erstmals im Weltcup an und belegte zusammen mit Alex White im Leichtgewichts-Doppelzweier den 16. Platz in Linz. Bei den Olympischen Spielen 2008 in Peking erreichten McCann und White den 14. Platz. 2010 gewann Kirsten McCann die Bronzemedaille im Leichtgewichts-Einer bei den U23-Weltmeisterschaften.
Nach längerer Pause trat Kirsten McCann bei den Weltmeisterschaften 2013 zusammen mit Kate Johnstone im Leichtgewichts-Doppelzweier an und belegte den achten Platz. 2014 rückte Ursula Grobler zu McCann in den Leichtgewichts-Doppelzweier, die beiden Südafrikanerinnen belegten den vierten Platz bei den Weltmeisterschaften in Amsterdam. 2015 erreichte Kirsten McCann erstmals in ihrer Karriere ein A-Finale im Weltcup und belegte zusammen mit Grobler den zweiten Platz in Luzern. Bei den Weltmeisterschaften 2015 auf dem Lac d’Aiguebelette siegten die Neuseeländerinnen Sophie MacKenzie und Julia Edward vor den Britinnen Charlotte Taylor und Katherine Copeland, dahinter erhielten Kirsten McCann und Ursula Grobler die Bronzemedaille. Im Jahr darauf erreichten Grobler und McCann den fünften Platz bei den Olympischen Spielen 2016.
2017 ruderte McCann erfolgreich im Leichtgewichts-Einer. Sie gewann beim Ruder-Weltcup in Luzern sowie bei den Weltmeisterschaften in Florida die Goldmedaille.